# Invasion (videogioco)
Invasion è un videogioco tattico in tempo reale pubblicato nel 1987 per gli home computer Amstrad CPC, Atari 8-bit, Commodore 64, MSX e ZX Spectrum da Bulldog Software, un'etichetta della Mastertronic. Rappresenta una battaglia fantascientifica tra forze di terra su un pianeta imprecisato, dove un contingente umano attacca una base aliena.
La critica giudicò il gioco perlopiù negativamente.

## Modalità di gioco
Si può affrontare un solo scenario e il giocatore controlla sempre gli attaccanti umani, mentre il computer controlla gli alieni. La battaglia avviene su una mappa composta da caselle quadrate, vista dall'alto con scorrimento orizzontale e verticale. Ogni casella può essere costituita da un certo tipo di terreno o struttura e può essere occupata da una unità, come in un tipico wargame.
Il giocatore ha a disposizione un esercito precostituito di unità militari di cinque diversi tipi, mentre il nemico ha tre tipi di unità, differenti da quelli del giocatore.
Le unità di entrambe le parti possono essere terrestri oppure aeroscivolanti, più veloci e in grado di attraversare più tipi di terreni. Le unità sono caratterizzate inoltre da maggiore o minore potenza di fuoco, corazzatura e gittata. Esclusive degli umani sono inoltre le unità radar, con capacità di individuazione, e le unità nucleari esplosive.
Tramite un cursore quadrato si seleziona una unità alla volta e in un apposito riquadro viene mostrato il suo stato e i suoi ordini attuali. Con lo stesso cursore si possono dare ordini di movimento o di attacco.
L'azione è in tempo reale e se succedono eventi rilevanti in zone attualmente fuori dallo schermo si viene avvisati con messaggi di testo.
Se attaccate, le unità umane si difendono automaticamente scegliendo da sole il proprio bersaglio.
L'obiettivo primario è distruggere la stazione aliena di controllo del clima, che può essere distrutta solo con l'impiego delle unità esplosive. Ulteriore punteggio si può ottenere eliminando le unità nemiche e riportando a casa il più possibile dei propri superstiti facendoli salire su un'astronave madre.
C'è la possibilità di salvare su nastro la partita in corso.